# Alfred van Landeghem
Alfred van Landeghem, né en 1887 à Gand et décédé au cours du XXe siècle, est un rameur belge.

## Biographie
Il représente la Belgique aux Jeux olympiques de 1900 à Paris pour l'épreuve du huit de pointe avec barreur en aviron pour laquelle il remporte la médaille d'argent avec sept autres membres du Royal Club Nautique de Gand pour un temps de 6 min 13 s 8. Pour la même épreuve en aviron, il remporte de nouveau une médaille d'argent pour les Jeux olympiques de 1908 à Londres,,,.
En plus des Jeux olympiques, il remporte cinq médailles d'or et une d'argent lors de différents championnats d'Europe d'aviron ; une d'or pour ceux de 1900 à Paris en quatre avec barreur, trois d'or pour ceux de 1900 à Paris, de 1901 à Zurich et de 1902 à Strasbourg en huit avec barreur et une autre médaille d'or en 1902 à Strasbourg en paire avec barreur. La médaille d'argent fut remportée pour ceux de 1900 à Paris pour l'épreuve de paire avec barreur.